# Due note/Uno spicchio di luna
Due note/Uno spicchio di luna è un singolo discografico split di Mina e di Mario D'Alba (alias Mario Quargnetti), pubblicato nel 1960 dall'etichetta Italdisc. È il 33º  singolo di Mina.

## Storia
Ha la particolarità che la traccia sul lato B è cantata da un altro artista: Mario D'Alba. Più tardi verrà ristampato sostituendo il lato B con la canzone di Mina Non voglio cioccolata (Italdisc MH 78) e creando una nuova entrata tra i singoli della discografia ufficiale. Per Mina è l'inizio di una lunga carriera anche grazie all'incontro professionale col maestro Bruno Canfora, insieme a cui stabilirà una collaborazione artistica ricca di successi. Nasce il mito di Mina e di "certe canzoni che può cantare solo lei". Ne esiste una versione promozionale per jukebox identico numero di catalogo.
Il brano Due note è arrangiato da Tony De Vita, sigla finale della trasmissione televisiva Canzonissima 1960, inserito nell'album ufficiale Due note l'anno seguente. Si trova anche nelle raccolte Mina Gold 2 (1999) e Ritratto: I singoli Vol. 2 (2010). Canzone senza l'usuale struttura strofa-ritornello e dalla ritmica praticamente insistente sostituita da una linea melodica basata su strumenti ad arco. Mina inserirà la canzone successivamente in medley registrati per altre trasmissioni e anche in un carosello per l'Industria Italiana della Birra.
Nel 1966 per l'ultima puntata in assoluto dello show tv Studio Uno (25 giugno), Mina canta un frammento del brano in una fantasia dedicata a Bruno Canfora, con tutti pezzi di cui il maestro è autore e arrangiatore, in questo caso anche direttore della sua orchestra che accompagna la cantante. Questa sequenza filmata si trova sul DVD Gli anni Rai 1966-1967 Vol. 7, nel cofanetto monografico di 10 volumi pubblicato da Rai Trade e GSU nel 2008, e sul CD audio I miei preferiti (Gli anni Rai) del 2014.
Di nuovo, il 28 settembre 1968 nella prima puntata di Canzonissima 1968, Mina unisce un frammento di questo brano (da Canzonissima 1960) insieme a un pezzetto di un'altra sigla finale, Stringimi forte i polsi da Canzonissima 1962 (Gli anni Rai 1967-1968 Vol. 5).

## Accoglienza
Agevolato anche dall'uso nella sigla di una trasmissione televisiva molto popolare, il brano diventa un successo commerciale, nonostante la presenza contemporanea in classifica di hit come Il cielo in una stanza della stessa Mina, e già a dicembre 1960 raggiunge il terzo posto nelle vendite settimanali dei singoli. Tra il 1960 e il 1961 risulterà il 28° 45 giri più venduto.

## Tracce
Lato A
1. Mina – Due note – 3:34 (testo: Antonio Amurri, Bruno Canfora, Raffaele Sposito "Faele" – musica: Bruno Canfora; edizioni musicali Ariston)

Lato B
1. Mario D'Alba – Uno spicchio di luna (Ida Frugoni, Pesce, Mario Quargnenti) – Orchestra Tony De Vita